# Jerry Russo
Pour les articles homonymes, voir Russo.
Jerry Russo est un personnage fictif issu de la série Les Sorciers de Waverly Place, interprété par David DeLuise. Marié à Theresa Larkin, Jerry Russo est le père et le professeur de magie de Justin, Alex et Max. Il prépare ses enfants à la compétition familiale des sorciers en leur donnant des leçons de magie tous les mardis jeudis. Elles comprennent, comme l'école « normale », des leçons à apprendre, des exercices, des devoirs et des exposés à préparer. Il n'a plus de pouvoirs magiques alors qu'il avait remporté la compétition familiale des sorciers face à sa sœur Megan. Il les a en effet abandonné pour pouvoir épouser Theresa, une « mortelle »,. Il a donc donné ses pouvoirs à son jeune frère, Kelbo, « afin qu'il puisse faire quelque chose de sa vie », et sa sœur ne lui adresse plus la parole depuis ce jour. Il connaît beaucoup de sorts mais ne peut pas les lancer lui-même : ce sont donc Justin, et parfois Alex, qui lancent les sorts pour lui.

## Son frère Kelbo
Kelbo Russo, ou « oncle Kelbo » est le frère de Jerry Russo. Devant ses neveux, il passe pour avoir remporté la compétition familiale des sorciers de la famille Russo, jusqu'à ce que son secret leur soit révélé : c'est en fait Jerry qui les lui a donné. Il ne maîtrise pas totalement la magie et provoque parfois des catastrophes lorsqu'il l'utilise. Il aime paresser et s'amuser : il utilise surtout la magie pour jouer des tours aux autres. Il est distrait et inconscient. En cas de problème, il compte sur d'autres pour lui venir en aide.
Selon la série, c'est lui qui a notamment inventé le personnage de Shakira afin de se promener sur Terre. La chanteuse n'existe donc pas : c'est lui qui change d'apparence. Mais le sort de transformation s'emballe et il ne le maîtrise plus : il passe alors involontairement de sa propre apparence à celle de Shakira, ce qui donne des situations cocasses mais qui mettent le monde de la magie en danger.

## Sa sœur Megan
Elle n'apparaît que dans un seul épisode de la série. Sœur de Jerry et de Kelbo Russo, elle est en froid avec eux depuis que Jerry a donné ses pouvoirs à Kelbo, au lieu de les lui laisser à elle. Depuis, elle a quitté les États-Unis pour la France, est devenue artiste-peintre, et a son atelier au pied de la tour Eiffel, à Paris. Plusieurs de ses toiles sont inspirées par le différend familial et la mauvaise impression que lui ont laissé ses frères, bien qu'elle assure qu'elle a tourné la page. Elle refuse de revoir ses frères, et se disputent tout de suite avec eux lorsqu'elle est amenée par la ruse à les rencontrer.
Lorsqu'elle apprend qu'elle doit repasser les examens de la compétition familiale des sorciers, elle refuse, persuadée qu'elle va à nouveau perdre face à Jerry, et que celui-ci va encore une fois transmettre ses pouvoirs à Kelbo.  